# ZiL-2906
ZiL-2906（俄语：ЗИЛ-2906；後期車款型號為ZiL-29061），是一款由蘇聯貨車及重型裝備生產商ZiL於1975年至1991年間生產的螺旋推進車輛。其主要用途為搜索從太空返回地球的太空船和船員。

## 背景
蘇聯在1970年代頻繁地進行載人太空飛行。為了更有效地搜索返回地球的太空人，ZiL受官方命令開發代號為「藍鳥」（俄语：Синяя птица）的救援車輛。該系列車輛包括六輪的ZiL-4906型；以及兩側配有呈螺釘形的橫向長輪作為推進器的Zil-2906組成。每次執行搜救任務時，當局會出動三輛ZiL-4906，其中一輛負責搭載一部ZiL-2906。如果搜救隊需通過難以穿越的地形（如泥濘、雪地、水域或冰面），搜救者會卸下ZiL-2906並以之進行搜索。
由1980年起生產的車輛經過改良，故其編號加上後綴（即ZiL-29061型），以資識別。
現時所有ZiL-2906及ZiL-29061型救援車皆隸屬俄羅斯國防部轄下的聯邦航空搜救局（俄语：Федерального управления авиационно-космического поиска и спасания）。

## 規格
ZiL-2906長3.8（12英尺）、闊2.3（7.5英尺）、高1.97（6.5英尺），車身與一艘馬達快艇形狀相似。其車廂兩側各裝配一個長2.9（9.5英尺）、直徑0.86（2.8英尺）的螺旋裝置。每個螺旋裝置各由一副МеМЗ生產的37千瓦特（50匹馬力）引擎驅動，並配有三檔的變速器。車上有兩個容量為67.5公升的燃料缸，可支持車輛行走大約100（62英里）。車輛可携帶大約420公斤的貨物。
1980年代生產的ZiL-29061則配有兩副由VAZ生產的70匹馬力（52千瓦特）引擎，以及四檔的變速器。此外，ZiL-29061長4.9（16英尺）、闊2.4（7.9英尺）、高2.2（7.2英尺），略大於ZiL-2906。
ZiL-2906及ZiL-29061皆以鋁為主要用料，後者亦有部份組件以碳纖維製成。

## 外部連結
- Russian Monster-Trucks in Action （页面存档备份，存于） （英文）
- 一條有關ZiL-2906運作的片段 （页面存档备份，存于） （俄文）